# Walter Ernst (Gauleiter)
Walter Ernst (* 6. April 1899 in Quedlinburg; † März 1945 südlich von Pelplin) war ein deutscher Jurist, Gauleiter der NSDAP und später Bürgermeister in Schneidemühl und Bromberg.
Ernst trat zum 12. Mai 1925 der NSDAP bei (Mitgliedsnummer 4.476). Innerhalb der NSDAP war zu Beginn des Jahres 1925 die Leitung des Gaus Halle-Merseburg weitgehend unklar. Die Ortsgruppe Halle unter ihrem Vorsitzenden Großclaus unterstellte sich unmittelbar der Reichsleitung, andere kleinere Gruppen aber wählten Walter Ernst zum Gauleiter. Zusammen mit dem SA-Führer von Halle, Wolf-Heinrich von Helldorff, konnte er seine Stellung danach aber weitgehend festigen, vor allem weil es den beiden gelang, Großclaus aus der Partei auszuschließen.
Ruhe war in diesem Gau aber dennoch nicht eingetreten. Am 30. Juli 1926 wurde Ernst selbst im Rahmen des Ausschusses der Ortsgruppe Halle aus der NSDAP ausgeschlossen. Sein Nachfolger wurde dann Paul Hinkler.
Von Oktober 1927 bis November 1931 studierte Ernst Rechtswissenschaften an der Universität Halle und absolvierte 1935 das zweite Staatsexamen. Zum 1. September 1932 war er wieder unter Beibehaltung seiner Mitgliedsnummer in die Partei aufgenommen worden. Von 1936 bis 1939 war er Stadtsyndicus in Quedlinburg, von 1939 bis 1942 war er Bürgermeister in Schneidemühl, danach bis 1945 Bürgermeister in Bromberg, heute Bydgoszcz.
In der Endphase des Zweiten Weltkriegs widersetzte sich Ernst dem Befehl, die Stadt Bromberg durch Zivilisten bis zum letzten Mann auf Gedeih und Verderb zu verteidigen. Er gab die Stadt im Januar 1945 kampflos auf und setzte sich nach Danzig ab. Hier wurde er im Strafvollzugslager Danzig-Matzkau gemeinsam mit dem Polizeipräsidenten der Stadt Bromberg, Karl Otto von Salisch, sowie dem Regierungspräsidenten des Bezirks Bromberg, Walther Kühn, zum Tode verurteilt. Salisch wurde sofort standrechtlich erschossen. Ernst und Kühn kamen in ein Strafbataillon. Ernst fiel bei der Verteidigung des Großraums Danzigs, Kühn überlebte und wurde später MdB für die FDP.